# Nuoto ai Giochi della XX Olimpiade - 200 metri misti femminili
La competizione dei 200 metri misti femminili di nuoto ai Giochi della XX Olimpiade si è svolta il giorno 28 agosto 1972  alla Olympia Schwimmhalle di Monaco di Baviera.

## Programma
| Data           | Ora   | Round      | Note                           |
| -------------- | ----- | ---------- | ------------------------------ |
| 28 agosto 1972 | 10:30 | 6 Batterie | I migliori 8 tempi alla finale |
| 28 agosto      | 18:20 | Finale     |                                |

## Risultati

### Batterie
| Pos. | Atleta            | Nazione          | Tempo   | Pos F |
| ---- | ----------------- | ---------------- | ------- | ----- |
| 1    | Nina Petrova      | Unione Sovietica | 2'27"20 | 9     |
| 2    | Anita Zarnowiecki | Svezia           | 2'29"08 | 13    |
| 3    | Gail Neall        | Australia        | 2'29"64 | 15    |
| 4    | Karen James       | Canada           | 2'31"25 | 24    |
| 5    | Debra Cain        | Australia        | 2'31"82 | 25    |
| 6    | Eleni Avlonitou   | Grecia           | 2'39"10 | 40    |
| 7    | Patricia López    | Argentina        | 2'42"08 | 41    |

| Pos. | Atleta               | Nazione        | Tempo   | Pos F |
| ---- | -------------------- | -------------- | ------- | ----- |
| 1    | Evelyn Stolze        | Germania Est   | 2'25"45 | 3 Q   |
| 2    | Leslie Cliff         | Canada         | 2'25"59 | 4 Q   |
| 3    | Jaroslava Slavíčková | Cecoslovacchia | 2'27"33 | 10    |
| 4    | Hennie Penterman     | Paesi Bassi    | 2'28"99 | 12    |
| 5    | Éva Kiss             | Ungheria       | 2'32"68 | 29    |
| 6    | Hsu Yue-Yun          | Taiwan         | 2'35"93 | 36    |
| 7    | María Ballesteros    | Messico        | 2'37"00 | 38    |

| Pos. | Atleta              | Nazione       | Tempo     | Pos F |
| ---- | ------------------- | ------------- | --------- | ----- |
| 1    | Jenny Bartz         | Stati Uniti   | 2'25"83   | 5 Q   |
| 2    | Brigitte Schuchardt | Germania Est  | 2'30"04   | 16    |
| 3    | Martha Nelson       | Canada        | 2'30"51   | 18    |
| 4    | Shelagh Ratcliffe   | Gran Bretagna | 2'31"04   | 20    |
| 5    | Gerda Lassooij      | Paesi Bassi   | 2'32"92   | 30    |
| 6    | Eva Sigg            | Finlandia     | 2'33"61   | 33    |
| 7    | Gisela Cerezo       | Venezuela     | 2'35"34   | 35    |
| -    | Laura Vaca          | Messico       | [2'34"35] | Squal |

| Pos. | Atleta              | Nazione       | Tempo   | Pos F |
| ---- | ------------------- | ------------- | ------- | ----- |
| 1    | Kornelia Ender      | Germania Est  | 2'25"39 | 2 Q   |
| 2    | Carolyn Woods       | Stati Uniti   | 2'26"98 | 8 Q   |
| 3    | Susan Hunter        | Nuova Zelanda | 2'30"29 | 17    |
| 4    | Wijda Mazereeuw     | Paesi Bassi   | 2'32"59 | 26    |
| 5    | Avis Willington     | Gran Bretagna | 2'32"64 | 28    |
| 6    | Maria Isabel Guerra | Brasile       | 2'32"95 | 31    |
| 7    | Kirsten Strange     | Danimarca     | 2'33"15 | 32    |

| Pos. | Atleta               | Nazione          | Tempo   | Pos F |
| ---- | -------------------- | ---------------- | ------- | ----- |
| 1    | Lynn Vidali          | Stati Uniti      | 2'24"92 | 1 Q   |
| 2    | Yoshimi Nishigawa    | Giappone         | 2'26"61 | 7 Q   |
| 3    | Birutė Užkuraitytė   | Unione Sovietica | 2'31"11 | 21    |
| 4    | Susan Richardson     | Gran Bretagna    | 2'31"24 | 23    |
| 5    | Judit Turóczy        | Ungheria         | 2'32"63 | 27    |
| 6    | Trine Krogh          | Norvegia         | 2'36"27 | 37    |
| 7    | Felicia Ospitaletche | Uruguay          | 2'37"69 | 39    |

| Pos. | Atleta               | Nazione        | Tempo   | Pos F |
| ---- | -------------------- | -------------- | ------- | ----- |
| 1    | Shane Gould          | Australia      | 2'26"44 | 6 Q   |
| 2    | Ágnes Kaczander-Kiss | Ungheria       | 2'28"05 | 11    |
| 3    | Yukari Takemoto      | Giappone       | 2'29"41 | 14    |
| 4    | Susanne Niesner      | Svizzera       | 2'30"87 | 19    |
| 5    | Karin Bormann        | Germania Ovest | 2'31"19 | 22    |
| 6    | Helmi Boxberger      | Germania Ovest | 2'33"71 | 34    |
| 7    | Roselina Angee       | Colombia       | 2'45"46 | 42    |
| 8    | Ong Mei Lin          | Malaysia       | 2'48"13 | 43    |

### Finale
| Pos.    | Atleta            | Nazione      | Tempo   | Nota            |
| ------- | ----------------- | ------------ | ------- | --------------- |
| Oro     | Shane Gould       | Australia    | 2'23"07 | Record mondiale |
| Argento | Kornelia Ender    | Germania Est | 2'23"59 |                 |
| Bronzo  | Lynn Vidali       | Stati Uniti  | 2'24"06 |                 |
| 4       | Jenny Bartz       | Stati Uniti  | 2'24"55 |                 |
| 5       | Leslie Cliff      | Canada       | 2'24"83 |                 |
| 6       | Evelyn Stolze     | Germania Est | 2'25"90 |                 |
| 7       | Yoshimi Nishigawa | Giappone     | 2'26"35 |                 |
| 8       | Carolyn Woods     | Stati Uniti  | 2'27"42 |                 |